# Алиђерце
Алиђерце (алб. Geraj) је насеље у Србији у општини Прешево у Пчињском округу. Према попису из 2022. било је 927 становника.

## Демографија
У насељу Алиђерце живи 627 пунолетних становника, а просечна старост становништва износи 27,7 година (25,3 код мушкараца и 30,6 код жена). У насељу има 211 домаћинстава, а просечан број чланова по домаћинству је 4,90.
Ово насеље је великим делом насељено Албанцима (према попису из 2002. године), а у последња три пописа, примећен је пад у броју становника.
|  |

| Демографија | Демографија | Демографија |
| Година      | Становника  | Становника  |
| ----------- | ----------- | ----------- |
| 1948.       | 539         |             |
| 1953.       | 615         |             |
| 1961.       | 677         |             |
| 1971.       | 801         |             |
| 1981.       | 952         |             |
| 1991.       | 1.072       | 1.005       |
| 2002.       | 1.033       | 1.388       |
| 2022.       | 927         |             |

| Етнички састав према попису из 2002.‍ | Етнички састав према попису из 2002.‍ | Етнички састав према попису из 2002.‍ | Етнички састав према попису из 2002.‍ | Етнички састав према попису из 2002.‍ |
| ------------------------------------ | ------------------------------------ | ------------------------------------ | ------------------------------------ | ------------------------------------ |
|                                      |                                      |                                      |                                      |                                      |
| Албанци                              | Албанци                              |                                      | 1.022                                | 98,93%                               |
| Муслимани                            | Муслимани                            |                                      | 1                                    | 0,09%                                |
| Бошњаци                              | Бошњаци                              |                                      | 1                                    | 0,09%                                |
| непознато                            | непознато                            |                                      | 9                                    | 0,87%                                |

| Година пописа     | 1948. | 1953. | 1961. | 1971. | 1981. | 1991. | 2002. |
| ----------------- | ----- | ----- | ----- | ----- | ----- | ----- | ----- |
| Број домаћинстава | 84    | 81    | 80    | 92    | 126   | 166   | 211   |

| Број чланова      | 1 | 2  | 3  | 4  | 5  | 6  | 7  | 8  | 9 | 10 и више | Просек |
| ----------------- | - | -- | -- | -- | -- | -- | -- | -- | - | --------- | ------ |
| Број домаћинстава | 9 | 11 | 20 | 46 | 52 | 38 | 19 | 10 | 3 | 3         | 4,90   |

| Пол    | Укупно | Неожењен/Неудата | Ожењен/Удата | Удовац/Удовица | Разведен/Разведена | Непознато |
| ------ | ------ | ---------------- | ------------ | -------------- | ------------------ | --------- |
| Мушки  | 347    | 123              | 215          | 9              | 0                  | 0         |
| Женски | 344    | 82               | 231          | 27             | 0                  | 4         |
| УКУПНО | 691    | 205              | 446          | 36             | 0                  | 4         |

| Пол    | Укупно                    | Пољопривреда, лов и шумарство | Рибарство                            | Вађење руде и камена | Прерађивачка индустрија       |
| ------ | ------------------------- | ----------------------------- | ------------------------------------ | -------------------- | ----------------------------- |
| Мушки  | 207                       | 178                           | 0                                    | 0                    | 6                             |
| Женски | 112                       | 109                           | 0                                    | 0                    | 0                             |
| УКУПНО | 319                       | 287                           | 0                                    | 0                    | 6                             |
| Пол    | Производња и снабдевање   | Грађевинарство                | Трговина                             | Хотели и ресторани   | Саобраћај, складиштење и везе |
| Мушки  | 0                         | 0                             | 0                                    | 0                    | 0                             |
| Женски | 0                         | 0                             | 0                                    | 0                    | 0                             |
| УКУПНО | 0                         | 0                             | 0                                    | 0                    | 0                             |
| Пол    | Финансијско посредовање   | Некретнине                    | Државна управа и одбрана             | Образовање           | Здравствени и социјални рад   |
| Мушки  | 0                         | 0                             | 0                                    | 1                    | 1                             |
| Женски | 0                         | 0                             | 0                                    | 1                    | 0                             |
| УКУПНО | 0                         | 0                             | 0                                    | 2                    | 1                             |
| Пол    | Остале услужне активности | Приватна домаћинства          | Екстериторијалне организације и тела | Непознато            | Непознато                     |
| Мушки  | 4                         | 0                             | 0                                    | 17                   | 17                            |
| Женски | 0                         | 0                             | 0                                    | 2                    | 2                             |
| УКУПНО | 4                         | 0                             | 0                                    | 19                   | 19                            |